# Famille Le Prestre de Vauban
La famille Le Prestre de Vauban est une famille éteinte de la noblesse française, originaire du Nivernais, qui s'est distinguée par les fonctions militaires occupées par ses membres.
Elle a été illustrée par Sébastien Le Prestre de Vauban, militaire et maréchal de France (1633-1707).

## Histoire
Le nom de Le Prestre a été porté depuis le XIVe siècle et compte parmi ses porteurs de nombreux militaires hautement gradés.
Cette noble famille qui avait plus de vertus que de richesse, a été reconnue en 1642 d'ancienne extraction, c'est-à-dire d'origine chevaleresque. La grande enquête de la noblesse française, constate que ses titres et documents avaient été anéantis par l'incendie qui dévora la maison de Vauban en 1592 pendant les troubles de la Ligue. Cet événement se trouve rappelé dans des lettres patentes de mars 1667 signées de la main de Louis XIV, scellées du grand sceau de l'État et vérifiées à la Cour des Aides le 10 octobre 1670.
Ces lettres portent en substance que :
« Le Roi maintient conserve et confirme dans le titre et la qualité de noble « Sébastien Le Prestre ainsi que Jacques, Paul et Pierre Le Prestre, ses oncles et cousins germains » comme leur étant acquis par le droit de leur naissance, étant d'une ancienne noblesse et leurs prédécesseurs ayant toujours vécu noblement et été employés dans les armées.
Qu'ils sont dispensés d'en rapporter les titres et renseignements attendu le pillage et brûlement de leurs maisons durant les guerres civiles de la religion que dès lors eux et leurs enfants nés et à naître en loyal mariage jouiront du titre de noblesse avec tous les privilèges qui y sont attachés comme en ont joui leurs prédécesseurs et en jouissent les autres nobles du royaume, sans que par raison de ce, ils soient tenus de payer aucunes finances.
Ces lettres sont accordés aux sus-nommes tant en consideration de ce que la noblesse de leurs ancêtres est notoire, connue et établie que de leurs services personnels. ».
Elle ne s'est pas distinguée dans son histoire par ses alliances prestigieuses mais par la renommée de certains de ses membres dans le domaine militaire?
Le nom de Le Prestre de Vauban s'est substitué à celui de Le Prestre en 1558.

## Personnalités
- Sébastien Le Prestre de Vauban (1633-1707), ingénieur et  maréchal ;
- Antoine Le Prestre de Vauban, dit Dupuy-Vauban (1654-1731)[3], ingénieur et lieutenant général, "neveu à la mode de Bourgogne" du précédent ;
- Jacques Le Prestre de Vauban (1754-1816), maréchal de camp, petit-fils du précédent.

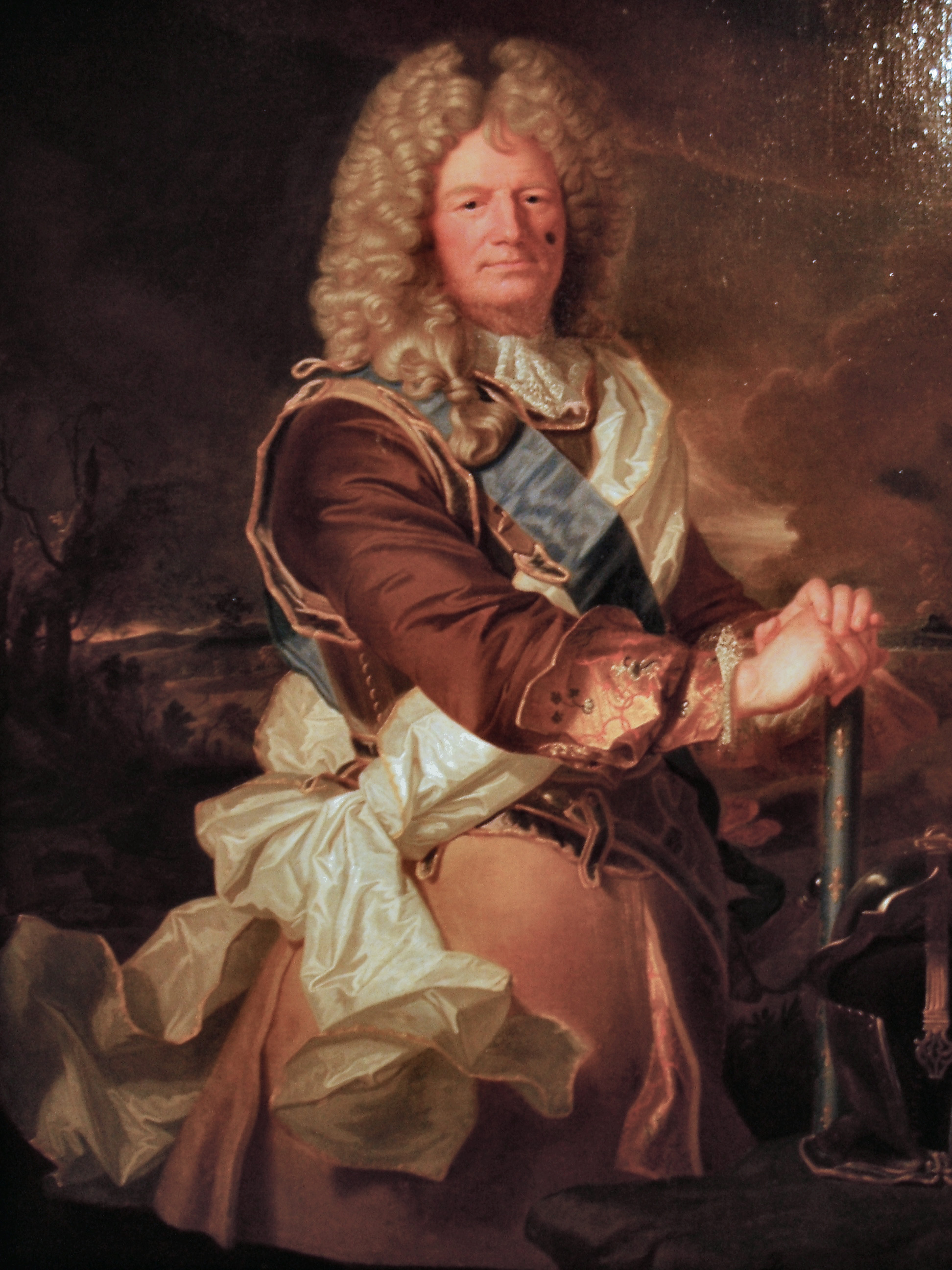
Sébastien Le Prestre de Vauban
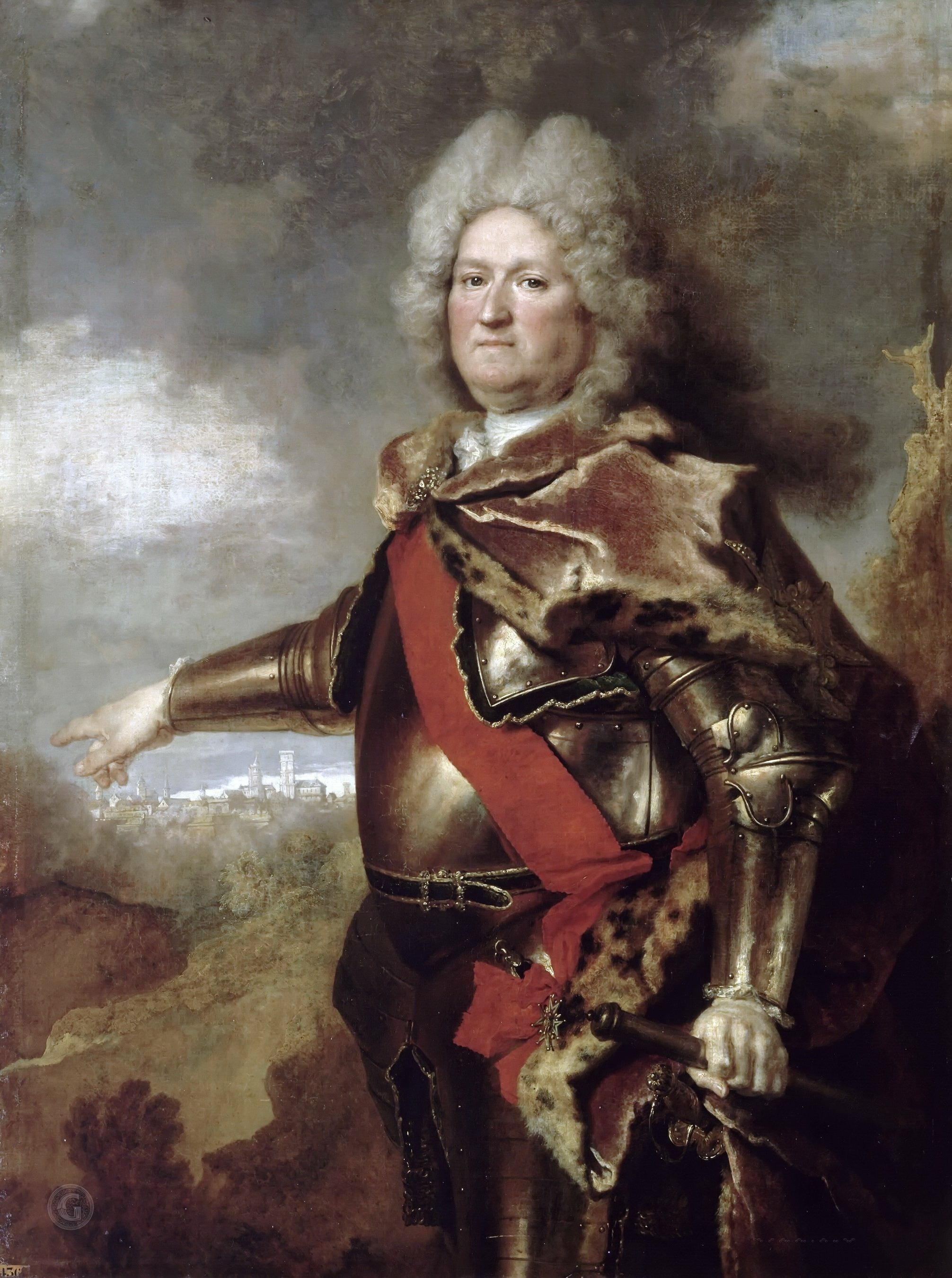
Antoine Le Prestre de Vauban

## Titres et Armoiries

### Titres
- Marquis de Magny et de Vauban
- Comte de Vauban (lettres patentes de 1725) et de Basoche (1685)
- Vicomte de Vauban
- Seigneur de Bazoches, de Boyer, de Busseul, de Champignolle, de Cublise, de Gendris, d'Ettevaux, de Magny, de Moulin-sur-L'Arconce, de Poisson, de Rauchal, de Saint-Vincent, de Vauban

### Liste des comtes de Vauban
1. 1725-1731 : Antoine Le Prestre de Vauban (1654-1731), 1er comte de Vauban, militaire, fils de Paul Le Preste de Vauban, sgr de Vauban.
2. 1731-1760 : Jacques Le Prestre de Vauban (1697-1760), 2e comte de Vauban, militaire, fils du précédent.
3. 1760-1816 : Jacques Le Prestre de Vauban (1754-1816), 3e comte de Vauban, neveu du précédent.
4. 1816-1845 : Pierre Le Prestre de Vauban (1757-1845), 4e comte de Vauban, militaire, frère du précédent.
5. 1845-1871 : Sébastien Le Prestre de Vauban (1805-1871), 5e comte de Vauban, militaire, cousin (2e degré) du précédent.

### Armoiries
« D'azur au chevron d'or surmonté d'un croissant d'argent et accompagné de trois trèfles du second. »

## Généalogie
La filiation prouvée remonte à Jean Le Prestre vivant en 1357 dont Pierre Le Prestre dont Jean II Les Prestre dont le fils Étienne Le Prestre épouse Philippotte Tenissot dont le fils Jean III Les Prestre épouse Jeanne de Faye dont Thibault Le Prestre qui suit ;

### Généalogie de la famille Le Prestre de Vauban
- Thibault Le Prestre X Héliette de Frasnay
  - Émery Le Prestre de Vauban, sgr de Vauban (?-1571) X Françoise de Vesle (1525-?)
    - Jacques Le Prestre de Vauban, sgr de Vauban (1533-1633) X Charlotte Arnaud (?-1591)
      - Paul Ier Le Prestre de Vauban, sgr de Vauban X (1624) Urbaine de Cormier
        - Paul II Les Prestre de Vauban, sgr de Vauban (?-1703) X (1650) Anne de Guesdin (1630-?)
          - Antoine Le Prestre de Vauban, comte de Vauban (1654-1731) X (1699) Anne de Busseul (1677-1752)
            - Jacques-Philippe Le Prestre de Vauban, comte de Vauban (1696-1760) X (1733) Anne-Josèphe de La Queuille (1713-1776)
            - Louis-Gabriel Le Preste de Vauban, comte de Vauban (1706-1760) X (1753) Marie de Beaurepaire (1728-1794)
              - Jacques Le Prestre de Vauban, comte de Vauban (1754-1816) X (1775) Henriette Puget de Barbentane (1760-1829)
              - Pierre-François Le Prestre de Vauban, comte de Vauban (1757-1845) X Dorothée Schumacher
                - Sophie Le Prestre de Vauban (1788-1869) X (1817) Louis Duport de Rivoire (1787-1873)

              - Antoine Le Preste de Vauban, comte de Vauban (1758-1832) X (1802) Antoinette de Poligny (1772-1809)
                - Sébastien Le Prestre de Vauban, comte de Vauban (1805-1871) X (1855) Marie Le Roux du Châtelet (1830-1870)
                - Antoinette Le Prestre de Vauban (1809-1880) X (1831) Ferdinand Bouillet de La Faye (1802-1871)

          - Louise Le Prestre de Vauban X (1680) Marie-Joseph de Verdigny, sgr des Assars

        - Pierre Le Prestre de Vauban, sgr d'Ettevaux (?-1698) X (1661) Françoise du Crest (?-1698)
          - Jean Le Preste de Vauban
          - René Le Prestre de Vauban, sgr d'Ettevaux
          - Françoise Le Prestre de Vauban X (1648) Jacques des Jours, comte de Mazilles (1654-?)

    - Jacques Le Prestre de Vauban, sgr de Vauban (1533-1633) X (1591) Françoise de La Perrière
      - Urbain Le Prestre de Vauban, sgr de Vauban (1602-1652) X (1630) Edmée Carmignolle ( - ap 1651)
        - Sébastien Le Prestre de Vauban, marquis de Vauban (1633-1707) X (1660) Jeanne d'Aunay (1639-1682)
          - Charlotte Le Prestre de Vauban (1661-1709) X (1679) Jacques de Mesgrigny, baron de Villebertin (1657-?)
          - Jeanne-Françoise Le Prestre de Vauban (1678-1713) X (1691) Louis Bernin de Valentinay, marquis d'Ussé (1663-?)

        - Charlotte Le Prestre de Vauban (1638-1644)

      - Jacques Le Prestre de Vauban X (1626) Françoise Sauvage
        - Louise Le Prestre de Vauban X Edmée de Courcelles

      - Madeleine Le Prestre de Vauban X (1623) Jacques Millereau

## Alliances
Cette famille s'est alliée aux familles : Tenissot (1441), de Faye (1459), de La Perrière (1591), Millereau (1623), de Cormier (1624), Sauvage (1626), Carmignolle (1630), des Jours (1648), de Guesdin (1650), d'Aunay (1660), du Crest (1661), de Mesgrigny (1679), de Verdigny (1680), Bernin de Valentinay (1691), de Busseul (1699), de La Queuille (1733), de Beaurepaire (1753), Puget de Barbentane (1775), de Poligny (1802), Duport de Rivoire (1817), Bouillet de La Faye (1831), Le Roux du Châtelet (1855), Arnaud, de Courcelles, de Frasnay, Schumacher, de Vesle, etc.